# Градище (област Габрово)
Вижте пояснителната страница за други значения на Градище.
Градѝще е село в Северна България, община Севлиево, област Габрово.

## География
Село Градище се намира на около 10 km северозападно от град Севлиево и 25 km изток-югоизточно от град Ловеч. Разположено е в Севлиевските височини, на около 2 южно от река Мъгъра (ляв приток на Росица), чиято долина ги отделя от Деветашкото плато. Надморската височина в центъра на Градище при църквата е около 385 m, нараства до около 420 m на север и североизток, а на юг, където започва дере, спускащо се към течащата на около 600 m река Крапец, намалява до около 355 – 360 m.
До Градище води общински път от село Малки Вършец, който е източно отклонение от минаващия през последното третокласен републикански път III-403.
В землището на Градище, край река Крапец южно от селото, има рибарник с площ около 2 ha.
Населението на село Градище, наброявало 1449 души при преброяването към 1934 г., намалява до 351 към 1992 г. и 113 души (по текущата демографска статистика за населението) към 2019 г.
При преброяването на населението към 1 февруари 2011 г., от обща численост 184 лица, за 75 лица е посочена принадлежност към „българска“ етническа група, за 103 не е даден отговор и за останалите не са посочени данни в източника.

## История

### За името на селото и етноса
Наименованието Градище на селото се среща в османотурски регистър от 1516 г. (Градище-и зир, т.е. Долно Градище). В по-ранните регистрации от 1479 г. и 1485 г. населението е само българско, а в регистъра от 1516 г. са регистрирани и 11 домакинства на мюсюлмани, при това 8 глави на такива домакинства са приели исляма за своя нова вяра, т.е. вероятно се касае за ранна ислямизация на местно българско население, подтикнато към смяната на вярата от обстоятелството, че християните плащат по-висок поземлен данък от мюсюлманите, освен което имат и задължения да доставят продукти, материали и други.

### Църква
Старата църква в село Градище се е наричала „Всех святих“. Строена е по време на османското владичество, според един стар ръкопис от даскал Панчо Нейкович, роден в Ловеч, който учителствал в село Градище. Църквата, поради старостта ѝ, неколкократно е ремонтирана и освещавана. Първото обновление е извършено през 1844 г. по времето на митрополит Неофит Търновски, а второто – през 1857 г. по времето на епископ Иларион Ловчански. От тази стара църква са останали само няколко стари икони. Поради срутването ѝ, през 1909 г. е построена новата църква „Рождество Пресвета Богородица“. Старият църковен архив не е запазен.

### Училище
Начало на просветното дело в село Градище е поставено през 1836 г. на нивото на килийно обучение, водено отначало в частна къща, а вероятно към 1840 г. – в църковна килия. Хронологията не е ясна, но изглежда след Освобождението учениците са били преместени в общинско училище – постройка с две стаи, в които се влиза една през друга, където се е помещавала и общинската канцелария. Там са се обучавали учениците до 1889 г., когато е построена училищна сграда с четири стаи, от които три учебни и една учителска. Строежът ѝ е започнат през 1890 г., а е завършен през 1898 г. От 1921 – 1922 учебна година с откриването на първи прогимназиален клас училището става прогимназия. През следващите години прогимназиални класове са закривани и отново откривани в зависимост от наличието или липсата на ученици за съответния клас. През 1936 г. започва строежът на последната училищна сграда, която от ноември 1937 г. вече се ползва. През 1948 – 1949 учебна година учителите стават 8 души – четирима в началния курс и четирима в прогимназията. През 1952 г. се открива и полудневна детска градина при училището. През цялото съществуване на основното училище то не е наименувано. От 1950 г., след основаването на ТКЗС в селото започва изселване на населението, което постепенно се засилва. По Решение на Изпълнителния комитет на Окръжния народен съвет – Габрово през май 1971 г. прогимназиалният курс (V, VI и VII класове) се закрива, а учениците се прехвърлят в Народно основно училище – село Крамолин. Поради намаления брой на учениците в началния курс се формира една паралелка, включваща деца от І до IV клас, а училището продължава дейността като Народно начално училище – село Градище, което е закрито през 1973 г.

### Читалище
Читалище „Просвета“ в село Градище е основано на 12 март 1928 г. За празник на читалището е определен 24 май. Уставът на читалището е изменян през 1939 г. и 1943 г. Читалищните членове организират театрални представления, лазаруване, коледуване, вечеринки и други. На 11 ноември 1945 г. е приет нов типов устав. Бюджетът се формира от приходи от имоти под наем, членски внос, от театрални представления, субсидия от общинския бюджет и други. 

### Потребителна кооперация
Кооперацията е основана на 4 юли 1908 г. под наименованието „Земеделско спестовно заемно сдружение „Искра“ с. Градище, Габровско (публ. ДВ, бр. 154 от 1908 г.). През 1920 г. сдружението се преименува на „Кредитна кооперация „Искра“ – село Градище. Кооперацията е създадена с цел членовете взаимно да се подпомагат, като на нуждаещите се отпускат краткотрайни заеми с минимални лихви. По-късно кооперацията започва да снабдява членовете си и с най-необходимите стоки за потребление, като сол, газ, захар и други. До 1938 г. кооперацията има само един магазин, който държи под наем. През 1951 – 1952 г. кооперацията построява голям кооперативен дом, в които се помещават три магазина.

### ТКЗС
Трудово кооперативно земеделско стопанство (ТКЗС) „9-и септември“ – село Градище се основава на 29 септември 1950 г. Дейността на стопанството, започнала от основаването му, първоначално включва полевъдство и ливадарство, овцевъдство и козарство и отглеждане на едър рогат добитък. През 1951 г. стопанството започва свиневъдство и открива мелница, коларо-железарска работилница, варджийница и каменна кариера; през 1952 г. започва отглеждане на птици и открива петмезчийница и тухларница. През 1953 г. стопанството разширява дейността си с пчеларство, коневъдство и зеленчукопроизводство, а през 1954 г. започва лозарство. През 1955 г. се открива дъскорезница. На 1 януари 1959 г. ТКЗС „9-и септември“ – село Градище, ТКЗС „Втора петилетка“ – село Дебелцово и ТКЗС – село Малки Вършец се обединяват в Обединено трудово кооперативно земеделско стопанство (ОТКЗС) – село Малки Вършец. На 3 март 1959 г. общото събрание от делегатите на бившите ТКЗС в Градище и Дебелцово решава тези стопанства да се отделят от ОТКЗС – село Малки Вършец и да образуват отделно ОТКЗС „9-ти септември“ – село Градище. През 1965 г. ОТКЗС „9-и септември“ – село Градище и ТКЗС „Единство“ – село Малки Вършец образуват Държавно земеделско стопанство (ДЗС) „Първи май“ със седалище в Градище за периода от 1 юни 1965 до З1 март 1974 г. От 1 април 1974 г. до 31 декември 1983 г. седалището се премества в село Малки Вършец. През периода 1984 – 1989 г. стопанството в Градище е подразделение на АПК – Севлиево. С решение № 393 от 29 декември 1989 г. на Окръжен съд – Габрово, фирмен отдел се образува Агрофирма „Балкан", в която стопанството в Градище фигурира като поделение на самостоятелен баланс и от същата дата се нарича Земеделско стопанство – село Градище. Земеделското стопанство е на самоиздръжка и самофинансиране. Работи на пълна стопанска сметка с преки отношения с банката, бюджета и изкупвателните организации.
С Решение на Окръжния съд – Габрово № 1848 от 1 октомври 1992 г. се вписва в кооперативния регистър прекратяване и обявяване в ликвидация на стопанството и се определя ликвидационен съвет. През 1995 г. по разпоредби в ЗСПЗЗ дейността на ликвидационните съвети е прекратена и стопанството е заличено от регистъра на окръжния съд.

## Население
Преброяване на населението през 2011 г.
Численост и дял на етническите групи според преброяването на населението през 2011 г.:
|                     | Численост | Дял (в %) |
| Общо                | 184       | 100,00    |
| Българи             | 75        | 40,76     |
| Турци               | 0         | 0,00      |
| Цигани              | 0         | 0,00      |
| Други               | 0         | 0,00      |
| Не се самоопределят | 0         | 0,00      |
| Неотговорили        | 103       | 55,97     |

## Обществени институции
В село Градище към 2020 г. има:
- действащо читалище „Просвета – 1928“;[19][20]
- православна църква „Рождество Пресвета Богородица“;[21]
- пощенска станция.[22]